# Noblella
Genre
Synonymes
- Phyllonastes Heyer, 1977

Noblella est un genre d'amphibiens de la famille des Craugastoridae.

## Répartition
Les 12 espèces de ce genre se rencontrent en Colombie, en Équateur, au Pérou, en Bolivie et au Brésil.

## Liste d'espèces
Selon Amphibian Species of the World (16 octobre 2020) :
- Noblella carrascoicola (De la Riva & Köhler, 1998)
- Noblella coloma Guayasamin & Terán-Valdez, 2009
- Noblella duellmani (Lehr, Aguilar & Lundberg, 2004)
- Noblella heyeri (Lynch, 1986)
- Noblella lochites (Lynch, 1976)
- Noblella losamigos Santa Cruz, von May, Catenazzi, Whitcher, López Tejeda, and Rabosky, 2019
- Noblella lynchi (Duellman, 1991)
- Noblella madreselva Catenazzi, Uscapi & von May, 2015
- Noblella myrmecoides (Lynch, 1976)
- Noblella naturetrekii Reyes-Puig, Reyes-Puig, Ron, Ortega, Guayasamin, Goodrum, Recalde, Vieira, Koch, and Yánez-Muñoz, 2019
- Noblella personina Harvey, Almendáriz, Brito-M. & Batallas-R., 2013
- Noblella peruviana (Noble, 1921)
- Noblella pygmaea Lehr & Catenazzi, 2009
- Noblella ritarasquinae (Köhler, 2000)
- Noblella thiuni Catenazzi and Ttito, 2019
- Noblella worleyae Reyes-Puig, Maynard, Trageser, Vieira, Hamilton, Lynch, Culebras, Kohn, Brito, and Guayasamin, 2020

## Taxinomie
Le genre Phyllonastes a été placé en synonymie avec Noblella par De la Riva, Chaparro et Padial en 2008.

## Étymologie
Ce genre est nommé en l'honneur de Gladwyn Kingsley Noble.

## Publication originale
- Barbour, 1930 : A list of Antillean reptiles and amphibians. Zoologica, New York, vol. 11, p. 61–116.